# Bärenbach, Bad Kreuznach
Bärenbach là một xã thuộc huyện Bad Kreuznach bang Rheinland-Pfalz, phía tây nước Đức. Xã Bärenbach, Bad Kreuznach có diện tích 5,59 km².